# Sheridan (Montana)
Pour les articles homonymes, voir Sheridan.
Sheridan est une localité du comté de Madison dans le Montana aux États-Unis dont la population en 2000 était de 659 habitants. Elle fut ainsi nommée en l'honneur du général Philip Sheridan. 